# Триоксибромид рения
Триоксибромид рения — неорганическое соединение, оксосоль металла рения и плавиковой кислоты с формулой ReO3Br,
белый порошок,
реагирует с водой.

## Получение
- Окисление бромида рения(IV) кислородом:

{\displaystyle {\mathsf {2ReBr_{4}+3O_{2}\ {\xrightarrow {100-120^{o}C}}\ 2ReO_{3}Br+3Br_{2}}}}

## Физические свойства
Триоксибромид рения образует белый порошок.

## Химические свойства
- Реагирует с водой:

{\displaystyle {\mathsf {ReO_{3}Br+H_{2}O\ {\xrightarrow {}}\ HReO_{4}+HBr}}}